# 水瀬るるう
水瀬 るるう（みなせ るるう）は、日本の漫画家。
代表作の『大家さんは思春期!』がテレビアニメ化し、2016年1月から同年3月まで放送された。

## 作品

### 連載漫画
- 大家さんは思春期!（『まんがタイムファミリー』→『まんがタイムスペシャル』、『まんがタイム』）
- ごにんばやし（『まんがタイムスペシャル』）

### アンソロジー
- レーカン!アンソロジーコミック[1]（芳文社）
- amaro vol.01[2]（エンターブレイン）
- amaro vol.02[3]（エンターブレイン）
- 百合アンソロジー dolce[4]（エンターブレイン）
- amaro 2012 winter[5]（エンターブレイン）
- 禁忌アンソロジー feroce[6]（エンターブレイン）
- 百合アンソロジー dolce due[7]（エンターブレイン）

### 短編集
- はじめてのお泊まり 水瀬るるう短編集（芳文社）
- これはよい抱き枕 水瀬るるう百合作品集[8]（芳文社）